# Hermann von Harras

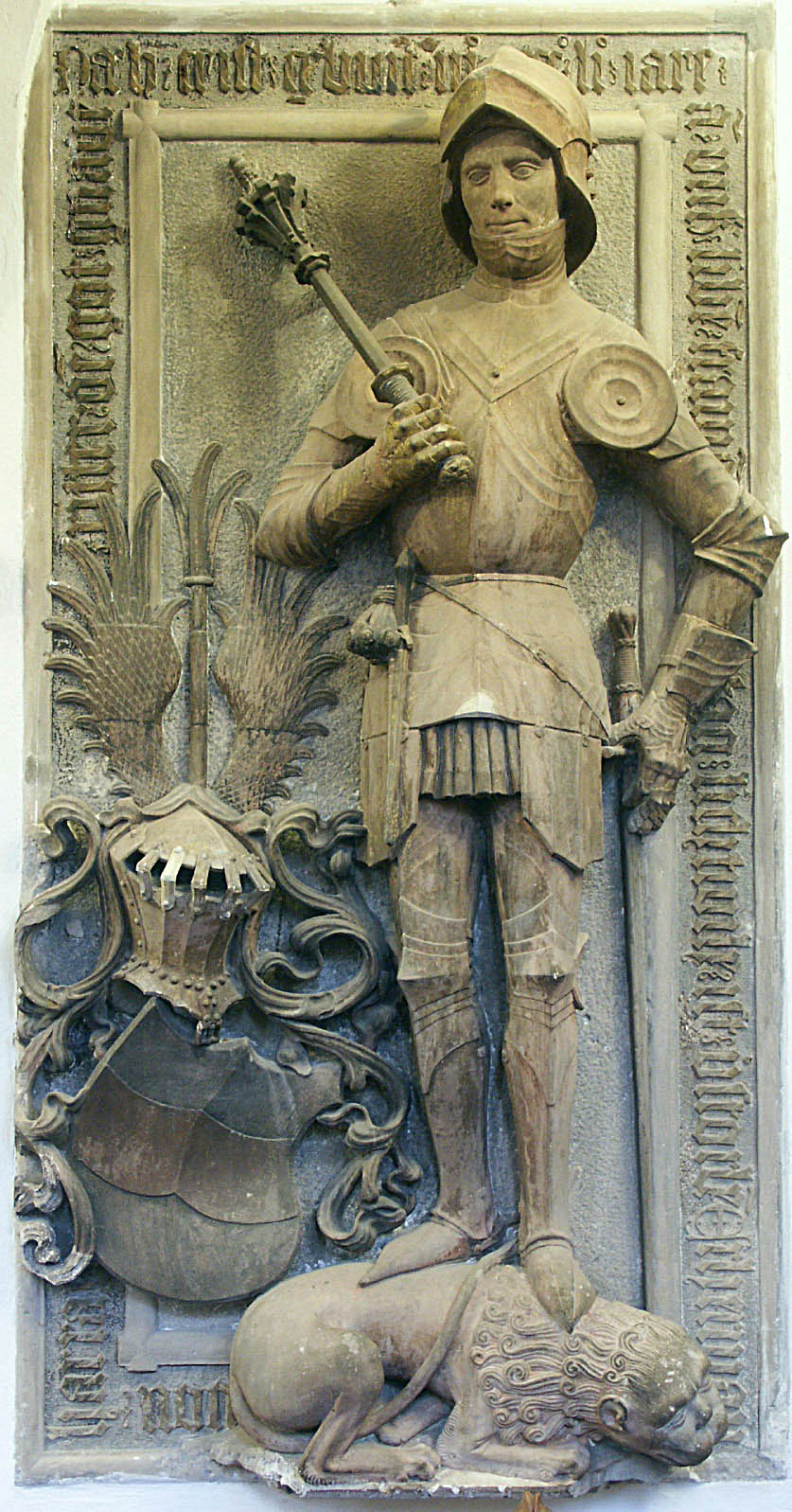
Epitaph Hermanns in der Thomaskirche (Leipzig).

Hermann von Harras (* unsicher um 1400; † 2. Februar 1451) war ein deutscher Ritter thüringischer Herkunft.

## Leben
Das Geschlecht derer von Harras war eine alte thüringische Adelsfamilie, welche unterschiedliche Besitzungen von den Wettinern, Grafen von Mansfeld und von Beichlingen zu Lehen hatte.
Von Harras wurde um 1400 als Sohn des landgräflich-thüringischen Marschalls Ritter Albrecht von Harras geboren. Seine Brüder waren Balthasar, Werner und Jorge (Georg) von Harras.
Er war mit Elisabeth (meist kurz „Ilse“ genannt, † nach 1474) verheiratet und hatte mindestens vier Kinder:
- Dietrich von Harras,
- Ullrich von Harras,
- Otto von Harras,
- Hermann (II.) von Harras.

### Ritterschaft
Hermann von H. wurde 1424 erstmals in einer Urkunde genannt und nahm zusammen mit seinem Bruder Werner 1438 an der Schlacht bei Sellnitz gegen die Hussiten teil, vor der Schlacht wurden beide gemeinsam mit dem Kurfürsten Friedrich von Sachsen, Nickel Pflug dem Eisernen und weiteren Herren zum Ritter geschlagen. Zu Hermanns Zeiten wurden zunächst Burgscheidungen (1441), dann auch Magdala (1445) und Oßmannstedt erworben.
Im meißnischen Gebiet tauchte der Ritter Hermann von Harras auf, als er Lichtenwalde am 9. März 1447 zusammen mit seinem anderen Bruder Georg I. von Harras als Lehen von Kurfürst Friedrich II. dem Sanftmütigen erhielt. Von Harras war Feldhauptmann und habe im Sächsischen Bruderkrieg aus Rache an den Vitzthums in Thüringen an einem Tag 60 Dörfer niedergebrannt. Er wurde deshalb „der Brandmeister“ genannt. Als in Thüringen brandschatzender Ritter verlor er dort seine Güter, unter anderem das Schloss Azmannstädt, am linken Ufer der Unstrut, und wurde deshalb mit Lichtenwalde entschädigt. Sein Bruder Georg I. von Harras erhielt die „gesamte Hand an dem Gute“. Während seiner Abwesenheit verwaltete 1448 seine Frau Ilse von Harras die Burg. Der älteste Sohn, Dietrich, erfreute sich wie schon sein Vater in hohem Maße der Gunst des Landesfürsten, schon am 30. Oktober 1450 wird Dietrich als in Kriegsdiensten bei Kurfürst Friedrich stehen erwähnt.

### Tod
Von Harras starb, wie sein spätgotisches Grabmal in der Leipziger Thomaskirche vermeldet, 1451 an Mariä Lichtmess, also am 2. Februar. Grässe nannte das Grabmal in seinem Buch Der Sagenschatz des Königreichs Sachsen „ein Wahrzeichen Leipzigs“. Zum Löwen zu Füßen des Ritters überliefert er folgende Sage:

„Harras war in fremde Lande in den Krieg gezogen, während dessen hatte sich seine Braut mit einem Anderen verlobt und der Teufel soll ihn davon unterrichtet und versprochen haben, dass wenn er sich ihm zu Eigen geben wolle, er ihn noch vor Vollziehung der Ehe nach Leipzig schaffen werde. Harras willigte ein, unter der Bedingung, dass auch sein getreuer Löwe ihn begleiten dürfe, er legte sich darauf auf selbigem zum Schlafen nieder und in Leipzig angelangt, weckte ihn der Löwe durch sein Gebrüll, so dass er die Heirat noch verhindern und seine Braut selbst heimführen konnte.“

### Grabmal
Gurlitt beschreibt das „vortrefflich erhaltene“ Grabmal folgendermaßen:

„Sandsteinplatte, 1,11 m breit, 2,18 m hoch, in der in voller Plastik die lebensgrosse, etwa 1,66 m hohe Gestalt des Ritters herausgehauen ist. Der Ritter ist gerüstet mit einem Schallern, mehrfach geschobenem Barte, Brustpanzer mit zwei runden Schwebscheiben, hochgeschiftetem Bruststück, vollem Armzeug, halben Meuseln, gefingerten Handschuhen mit hohen Stulpen, Bauchreifen und angeschnallten Beintaschen, ganzem Beinzeug mit Ober- und Unterdiechlingen und Kniebuckelgeschiebe, spitzen Schuhen mit spitzen Sporen. Er trägt in der Rechten einen reich verzierten Streitkolben, am Gürtel ein Ledertäschchen und einen Dolch, an der Linken ein Schwert. Die Stellung ist ruhig, aber frei, der linke Daumen auf das Gehänge gestützt, der bartlose Kopf nach rechts gewendet. Die Füße stehen auf einem kauernden Löwen, neben diesem steht das Wappen mit meisterhaft gebildetem, geschlossenem Helm. Die tangartig gestalteten Helmdecken weisen auf eine Entstehung des Denkmals erst zu Ende des 15. Jahrh. Umschrift in verzierten Minuskeln:
nach crist geburt m cccc li iare ā unss libē frauē tag lichtwihe ist v’storbē Er herman von harras ritter dē got gnade.
[Nach Christi Geburt 1451 Jahre am Lichtweihetag unserer lieben Frau ist verstorben Herr Hermann von Harras, Ritter, dem Gott gnädig sei]“